# Zvečanská pevnost

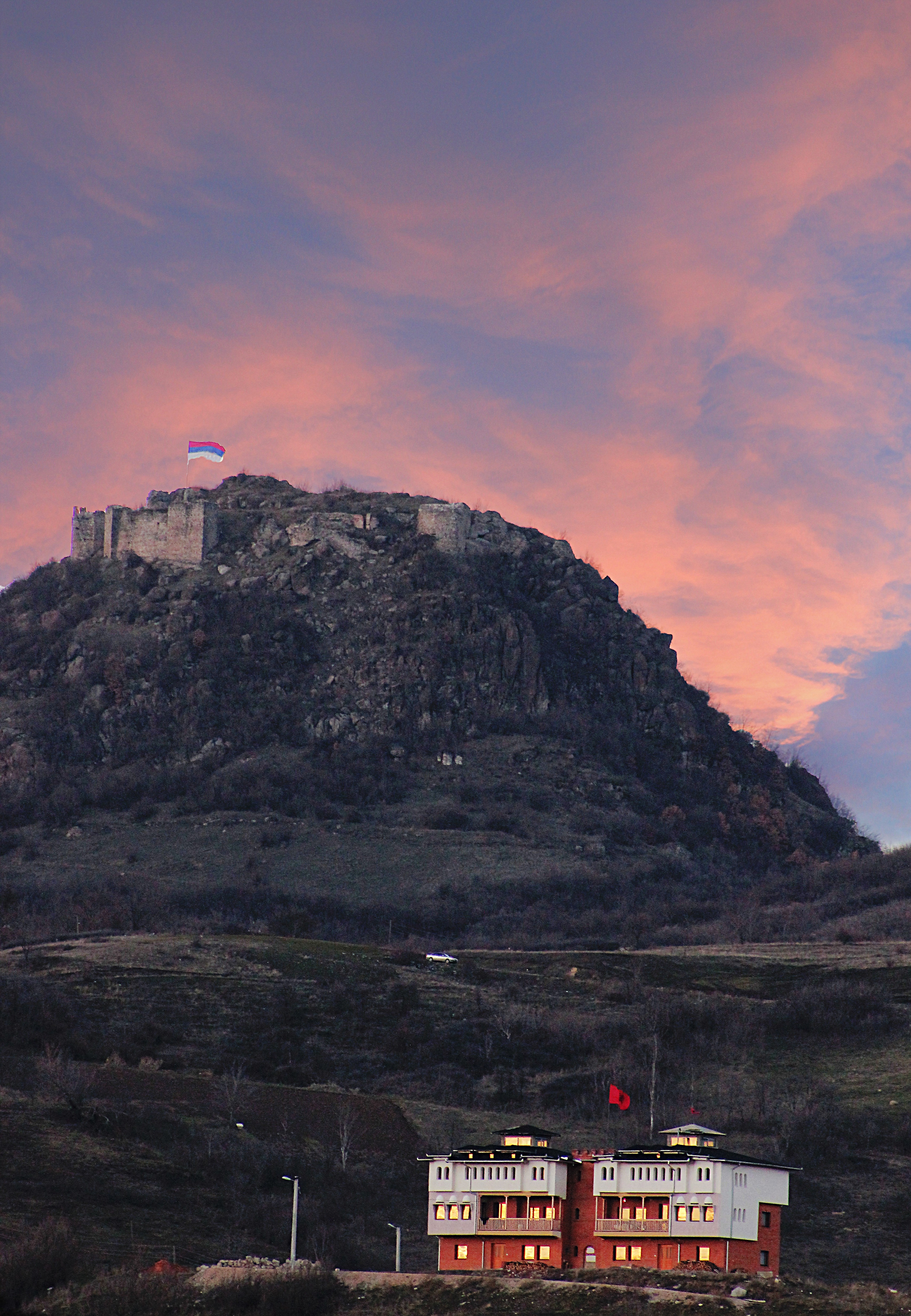
pohled na pevnost od města Zvečanu

Zvečanská pevnost (srbsky Звечанска тврђава/Zvečanska tvrđava, albánsky Kalaja e Zveçanit) se nachází na severu Kosova, v blízkosti města Zvečan. Pevnost se nachází na vrcholu ve výšce 800 m n. m., který je vyhaslou sopkou.[zdroj?] Tvořilo ji několik částí; horní hrad, který se nacházel na samém vrcholku, řetěz věží umístěný níže a mohutná zeď, která se táhla na jižní straně až k podhůří vrcholku.

## Historie
Pevnost byla vybudována v 9. století ve snaze chránit obchodní cestu vedoucí z Kosovské Mitrovice a Vučitrna údolím řeky Ibar dále na sever na území současného centrálního Srbska. Vojenské posádky, které byly dislokovány v pevnosti, měly od konce 13. století za úkol také strážit doly v nedaleké Trepči.
Hrad nechal vybudovat v roce 1091–1094 rašský vládce Vukan, který odsud podnikal výpady na území Kosova. Župa Raška tehdy hraničila s Byzantskou říší právě na severu Kosova a docházelo zde k častým střetům obou středověkých států.
Ve 13. století se zde nacházelo jedno z královských sídel dynastie Nemanjićů. Několik vládců z tohoto rodu na Zvečanském hradě také zemřelo (např. roku 1331 Štěpán Uroš III. Dečanský).
Po Bitvě na Kosově poli získali pevnost Osmanští Turci, kteří zde vydržovali vojenský kontingent od roku 1455 po nějakou dobu. Nicméně v souladu s tím, jak se hranice Osmanské říše posouvala stále na sever, klesal vojenský význam pevnosti. Osmanský cestopisec Evlija Čelebi proto již v 16. století napsal o tom, že se jedná o opuštěnou stavbu. Zub času od doby odchodu turecké posádky pracuje až dodnes; do současných dní se dochovaly jen základy několika věží a části zdiva pevnosti.
Francouzský cestovatel navštívil pevnost v roce 1840 a nalezl zde při podrobnějším zkoumání pozůstatky kostela sv. Jiří z předtureckých dob. Aleksandr Hilferding rozvaliny pevnosti rovněž prozkoumal, a dospěl k závěru, že se zde nacházel dvoupatrový královský palác dynastie Nemanjićů. Archeologický průzkum místa byl proveden v letech 1957–1960.
Od roku 1999 je na pevnosti vyvěšována srbská vlajka jako symbol přítomnosti Srbů na severu Kosova. Vzhledem k tomu, že hrad je dobře viditelný z řady míst okolí, bývá její umístění často předmětem sporu mezi místními Srby a Albánci.